# Сіріндхорнське водосховище
Сіріндхорнське водосховище — штучна водойма в провінції Убон Рачатані, Таїланд, назване в честь принцеси Сіріндхорн.

## Історія
Водойма з'явилася внаслідок загачування річки Дом Ной Сіріндхорнською дамбою в 1968 році. Конструкцію звели для електрифікації провінції. Сіріндхорнська гідроелектростанція, запущена в 1971 році, має три 13-мегаватні генератори і виробляє 90 ГВатт енергії в рік.
Загачування річки Дом Ной зруйнувало місцеву екосистему і затопило велику територію, що належала фермерам. Місцеве населення почало протестувати проти спорудження дамби після початку її спорудження. Напроти в'їзду на дамбу було споруджено протестне містечко. Уряд обіцяв компенсувати втрати фермерам, проте на 2014 рік компенсували лише 80 %. Кожна сім'я мала отримати по $560, проте через корупцію гроші видавали вибірково.

## Туризм
Сіріндхорнське водосховище — популярне місце відпочинку. Вода у водоймі прозора і придатна для купання, на відміну від навколишніх річок. Уздовж берегової лінії розміщуються пансіонати та ресторани. Побудовані надводні бунгало, які можна орендувати на день. На північному березі є гольф-клуб.